# Rimarde
Die Rimarde ist ein Fluss in Frankreich, der im Département Loiret in der Region Centre-Val de Loire verläuft. Sie  entspringt am Ostrand des Waldgebietes Forêt domaniale d’Orléans, beim Weiler Les Templiers, im Gemeindegebiet von Nibelle, entwässert generell in nördlicher Richtung und mündet nach rund 28 Kilometern im Gemeindegebiet von La Neuville-sur-Essonne als rechter Nebenfluss in die Essonne.

## Orte am Fluss
(Reihenfolge in Fließrichtung)
- Les Templiers, Gemeinde Nibelle
- Nibelle
- Chemault, Gemeinde Boiscommun
- Nancray-sur-Rimarde
- Courcelles-le-Roi
- Yèvre-la-Ville
- La Neuville-sur-Essonne

## Sehenswürdigkeiten
- Burg Yèvre-le-Châtel aus dem 13. Jahrhundert am Flussufer – Monument historique[4]